# فرانکنووو
فرانکنووو (به لهستانی:  Frąknowo) یک روستا در لهستان است که در گمینا نگجتسا واقع شده‌است.